# 自衛隊福井地方協力本部
自衛隊福井地方協力本部（じえいたいふくいちほうきょうりょくほんぶ、Fukui Provincial Cooperation Office）は、福井県福井市春山1丁目1-54（福井春山合同庁舎）に所在する、自衛隊地方協力本部のひとつ。陸・海・空自衛隊共同の機関だが、通常は陸上自衛隊の中部方面総監の指揮監督下にある。管轄する地域における防衛省・自衛隊の総合窓口として福井県管内で活動する。

## 沿革
- 1954年（昭和29年）7月5日：陸上自衛隊の機関として陸上自衛隊福井地方連絡部が編成される[1]。
- 1956年（昭和31年）8月1日：自衛隊法施行令の一部改正により地方連絡部が陸海空自衛隊の共同機関となり、自衛隊福井地方連絡部に改編される[2]。
- 2006年（平成18年）7月31日：自衛隊福井地方協力本部に改編される。

## 出先機関
- 福井募集案内所（福井市：福井地方合同庁舎）
- 大野地域事務所（大野市：大野公共職業安定所庁舎）
- 越前地域事務所（越前市）
- 敦賀地域事務所（敦賀市：敦賀駅前合同庁舎）

## 主要幹部
| 官職名                   | 階級    | 氏名   | 補職発令日     | 前職           |
| ------------------------ | ------- | ------ | -------------- | -------------- |
| 自衛隊福井地方協力本部長 | 1等海佐 | 大宅学 | 2025年03月14日 | 舞鶴警備隊司令 |

| 代 | 階級    | 氏名       | 在職期間                                                    | 出身校・期              | 前職                                                        | 後職                                                     |
| -- | ------- | ---------- | ----------------------------------------------------------- | ----------------------- | ----------------------------------------------------------- | -------------------------------------------------------- |
| 01 | 2等陸佐 | 梅村義一   | 1954年07月05日 - 1956年08月15日                             |                         |                                                             | 自衛隊岐阜地方連絡部長                                   |
| 02 | 2等陸佐 | 城戸進一郎 | 1956年08月16日 - 1957年08月11日                             |                         | 陸上自衛隊幹部候補生学校勤務                                | 陸上自衛隊関西地区補給処付                               |
| 03 | 2等陸佐 | 吉田一彦   | 1957年08月12日 - 1961年07月31日                             | 法政大学 昭和11年卒     | 陸上自衛隊九州地区補給処 補給部補給課長                     | 自衛隊福井地方連絡部付                                   |
| 04 | 2等陸佐 | 城田正孝   | 1961年08月01日 - 1965年03月15日 ※1964年07月01日 1等陸佐昇任 | 拓殖大学 昭和12年卒     | 生徒教育隊総務科長 （2等陸佐）                              | 東北方面総監部募集課長                                   |
| 05 | 1等陸佐 | 石橋正治   | 1965年03月16日 - 1967年03月15日                             | 陸士48期                | 第5普通科連隊長                                             | 陸上幕僚監部付 →1967年9月1日 退職                        |
| 06 | 1等陸佐 | 中島仁     | 1967年03月16日 - 1969年03月16日                             | 神戸商業大学            | 中部方面総監部厚生課長                                      | 中部方面総監部付 →1969年6月16日 停年退官                 |
| 07 | 1等陸佐 | 吉田雅良   | 1969年03月17日 - 1970年07月15日                             | 陸航士55期              | 陸上自衛隊幹部学校付                                        | 陸上自衛隊高射学校研究部長                               |
| 08 | 2等陸佐 | 大塚正夫   | 1970年07月16日 - 1973年03月15日 ※1971年01月01日 1等陸佐昇任 | 軍官校1期               | 陸上幕僚監部募集課企画班長 （2等陸佐）                      | 東部方面総監部付 →1973年7月1日 退職                      |
| 09 | 1等陸佐 | 神尾直孝   | 1973年03月16日 - 1975年03月16日                             | 陸士57期                | 陸上自衛隊関西地区補給処企画室長                            | 中部方面総監部総務課勤務                                 |
| 10 | 1等陸佐 | 熊澤哲夫   | 1975年03月17日 - 1977年03月15日                             | 陸航士59期              | 防衛大学校勤務                                              | 陸上自衛隊幹部学校研究員                                 |
| 11 | 1等陸佐 | 堀之内重行 | 1977年03月16日 - 1979年03月15日                             | 熊幼48期・ 鹿児島大学   | 第13師団司令部第1部長                                       | 装備開発実験隊副隊長                                     |
| 12 | 1等陸佐 | 金瀬哲夫   | 1979年03月16日 - 1980年07月31日                             | 高岡工専                | 自衛隊埼玉地方連絡部副部長                                  | 第7師団司令部勤務                                        |
| 13 | 1等陸佐 | 石田和儀   | 1980年08月01日 - 1982年03月15日                             | 早稲田大学 昭和29年卒   | 伊丹駐とん地業務隊長                                        | 中部方面総監部調査部資料課長                             |
| 14 | 1等陸佐 | 山下正夫   | 1982年03月16日 - 1983年07月31日                             | 金沢大学                | 第37普通科連隊長 兼 信太山駐とん地司令                      | 陸上自衛隊関西地区補給処勤務                             |
| 15 | 1等陸佐 | 三坂壽太郎 | 1983年08月01日 - 1986年03月16日                             | 北海道大学 昭和33年卒   | 第17普通科連隊副連隊長                                      | 東北方面総監部人事部募集課長                             |
| 16 | 1等海佐 | 小今井淡水 | 1986年03月17日 - 1988年03月15日                             | 防大4期                 | 海上自衛隊幹部学校学校教官                                  | 呉地方総監部管理部長                                     |
| 17 | 1等海佐 | 木内正人   | 1988年03月16日 - 1990年03月15日                             | 防大5期                 | 第1練習隊司令                                               | 第1掃海隊群司令                                          |
| 18 | 事務官  | 吉田武夫   | 1990年03月16日 - 1992年03月31日                             | 関西大学 昭和31年卒     | 防衛医科大学校事務局総務部 厚生課長                         | 技術研究本部第1研究所管理部長                            |
| 19 | 事務官  | 竹村清     | 1992年04月01日 - 1993年06月30日                             | 法政大学 昭和36年卒     | 長官官房広報課報道室長                                      | 調達実施本部契約第4課長                                  |
| 20 | 1等陸佐 | 後藤英二   | 1993年07月01日 - 1995年06月29日                             | 防大13期                | 第13普通科連隊長 兼 松本駐屯地司令                          | 防衛大学校訓練部訓練課長                                 |
| 21 | 事務官  | 金沢亜夫   | 1995年06月30日 - 1997年06月30日                             | 八幡大学 昭和41年卒     | 技術研究本部第3研究所管理部 総務課長                        | 調達実施本部契約第2課長                                  |
| 22 | 1等陸佐 | 大久保利通 | 1997年07月01日 - 1999年07月31日                             | 防大18期                | 陸上幕僚監部人事部援護業務課 援護班長                       | 陸上幕僚監部監理部総務課庶務室長                         |
| 23 | 1等陸佐 | 井上恭治   | 1999年08月01日 - 2001年03月26日                             | 防大17期                | 第4特科連隊長 兼 久留米駐屯地司令                           | 陸上自衛隊開発実験団本部計画科長                         |
| 24 | 1等陸佐 | 岩城征昭   | 2001年03月27日 - 2003年03月31日                             | 防大20期                | 陸上幕僚監部防衛部研究課分析室長                            | 中部方面総監部人事部長                                   |
| 25 | 1等海佐 | 松山守秀   | 2003年04月01日 - 2005年03月31日                             | 防大19期                | 第22航空群司令部首席幕僚                                    | 海上自衛隊幹部学校主任教官                               |
| 26 | 1等海佐 | 千田建一   | 2005年04月01日 - 2007年03月27日                             | 防大22期                | 海上幕僚監部調査部調査課 情報室長                           | 大湊地方総監部管理部長                                   |
| 27 | 1等海佐 | 中村忍     | 2007年03月28日 - 2009年03月31日                             | 明治大学・ 30期幹候     | 第4航空群司令部首席幕僚                                     | 情報本部画像・地理部長                                   |
| 28 | 1等海佐 | 田川和幸   | 2009年04月01日 - 2011年05月09日                             | 防大27期                | 海上幕僚監部防衛部防衛課 分析室長                           | 統合幕僚監部運用部運用第1課勤務                          |
| 29 | 1等海佐 | 黒木忠広   | 2011年05月10日 - 2012年12月03日                             | 防大27期                | 大湊造修補給所長 兼 大湊地方総監部技術補給監理官            | 横須賀造修補給所長 兼 横須賀地方総監部技術補給監理官     |
| 30 | 1等海佐 | 堀博幸     | 2012年12月04日 - 2014年11月30日                             | 防大27期                | 第111航空隊司令                                             | 厚木航空基地隊司令                                       |
| 31 | 1等海佐 | 今井敬     | 2014年12月01日 - 2016年03月31日                             | 京都教育大学・ 36期幹候 | 第24航空隊司令                                              | 厚木航空基地隊司令                                       |
| 32 | 1等海佐 | 村上健悟   | 2016年04月01日 - 2018年03月29日                             | 防大33期                | 自衛艦隊司令部運用調整総括幕僚                              | 海上幕僚監部総括副監察官                                 |
| 33 | 1等海佐 | 藤田泰三   | 2018年03月30日 - 2020年03月08日                             | 防大35期                | 海上幕僚監部総務部総務課 情報公開・個人情報保護室長         | 情報本部勤務                                             |
| 34 | 1等海佐 | 東良子     | 2020年03月09日 - 2021年12月23日                             | 防大40期 （女子1期）    | 第1護衛隊司令 →2020年3月2日 護衛艦隊司令部勤務              | 海上幕僚監部総務部総務課勤務 →2022年3月14日 同課広報室長 |
| 35 | 1等海佐 | 野間俊英   | 2021年12月24日 - 2023年12月21日                             | 防大40期                | 統合幕僚監部運用部運用第1課 日米共同室長                    | 第1掃海隊司令                                            |
| 36 | 1等海佐 | 鬼頭祐介   | 2023年12月22日 - 2025年03月13日                             | 防大40期                | 自衛艦隊司令部作戦幕僚部 運用総括幕僚 兼 護衛艦隊司令部勤務 | 海上幕僚監部総務部総務課勤務                             |
| 37 | 1等海佐 | 大宅学     | 2025年03月14日 -                                            | 防大37期                | 舞鶴警備隊司令                                              |                                                          |